# Simon le Cananéen
Pour les articles homonymes, voir Simon.
Simon ha-Qana’i (שמעון הקנאי) ou Simon le Zélote (de l’hébreu שִׁמְעוֹן Shiemone), est un Juif du Ier siècle et l'un des douze apôtres de Jésus-Christ. Il est un apôtre, à ne pas confondre avec le disciple Simon le Magicien qui lui aussi devint chrétien (Actes 8, 9-13). La tradition voit l'apôtre Simon comme un des quatre « demi-frères » de Jésus (Mathieu 13, 55 et Marc 6, 3). Un texte attribué à Hippolyte de Rome indique que Siméon de Clopas aurait lui aussi été surnommé « le Zélote ». Sur cette base, certains auteurs émettent l'hypothèse que Simon le Zélote aurait pu être le  deuxième évêque de Jérusalem.

## Tradition et histoire
Simon est mentionné dans les listes des douze apôtres figurant dans les trois évangiles synoptiques (Mc 3, 18 ; Mt 10, 4 ; Lc 6, 15) et les Actes des Apôtres (Ac 1, 13). Il figure aussi dans plusieurs sources chrétiennes occidentales, mais ne fait pas partie des Hommes illustres auxquels saint Jérôme consacre une notice. On le rencontre beaucoup plus souvent dans les sources chrétiennes orientales, écrites notamment en syriaque.
Il est appelé ha-Qana’i « le zélé » pour le distinguer de l'apôtre Pierre ayant d'abord le même nom et sans doute parce qu'il est natif de la ville de Cana, là où Jésus de Nazareth va opérer son premier miracle en changeant de l'eau en vin à des noces, qui sont considérées par certains, notamment des orthodoxes, comme celles de Simon lui-même,. Autrement, l'hébreu qin’ah de qana’ traduit en latin par cananæus signifie « plein d'ardeur », « zélé » ou « jaloux ».
Dans les évangiles de Marc et de Matthieu on trouve Simon Kananaios (« Cananéen ») (probablement une translittération de la tournure hébraïque qannaim, du verbe qana’, « être jaloux », c'est-à-dire être « plein de zèle », « zélote »). Pour André Paul, l'auteur de l'évangile de Marc, ayant écrit au moment du triomphe de Titus et de Vespasien consécutif à la prise de Jérusalem (v. 71) a conservé la forme hébraïque dans ce texte pourtant écrit en grec. Une quinzaine d'années plus tard, l'évangéliste Luc s'affranchira de cette contrainte linguistique.
Son surnom, « le Zélote » permet de penser que Simon était membre du groupe zélote, ayant quitté ce mouvement pour suivre Jésus. Pour Gérard Nahon et André Paul, l'apôtre Simon était bien un Zélote, au sens politique du terme d'alors. Toutefois pour Simon Claude Mimouni, l'appellation « Simon le Zélote » ne renvoie pas à ce mouvement mais signifie simplement « Simon le Zélé ». C'est que, selon lui, le mouvement des Zélotes n'existe pas à l'époque de Jésus.
Selon la tradition chrétienne, après avoir évangélisé l'Égypte et les Berbères, Simon aurait rejoint l'apôtre Jude de l'autre côté de l'Euphrate pour prêcher en Perse, ce qui à l'époque correspond à l'Empire parthe. De très nombreuses sources chrétiennes convergent pour parler de cette prédication dans l'espace parthe et au sud de l'Arménie. D'autres sources le situent dans la région de la mer Noire comme l'apôtre André principalement en Abkhazie actuelle où il aurait séjourné dans une grotte à Soukhoumi (à l'époque Sebastopolis).
Selon les sources, Simon est martyrisé, découpé à la scie ou crucifié. Dans son Histoire d'Arménie, Moïse de Khorène rapporte une tradition selon laquelle il serait mort à Weriosphora (Vériospora) dans le royaume d'Ibérie (Caucase), tout en précisant qu'il n'est pas sûr de cette information. Les Chroniques géorgiennes et le chapitre Passio SS. Apostolorum Simonis et Judæ du Passiones et vitae sanctorum, disent qu'après avoir évangélisé en Perse il a été martyrisé dans la ville de Nikopsia (frontière circassienne) ou à Suanir (proche de Nouvel Athos) en Colchide (Abkhazie actuelle).

## Problème d'identification

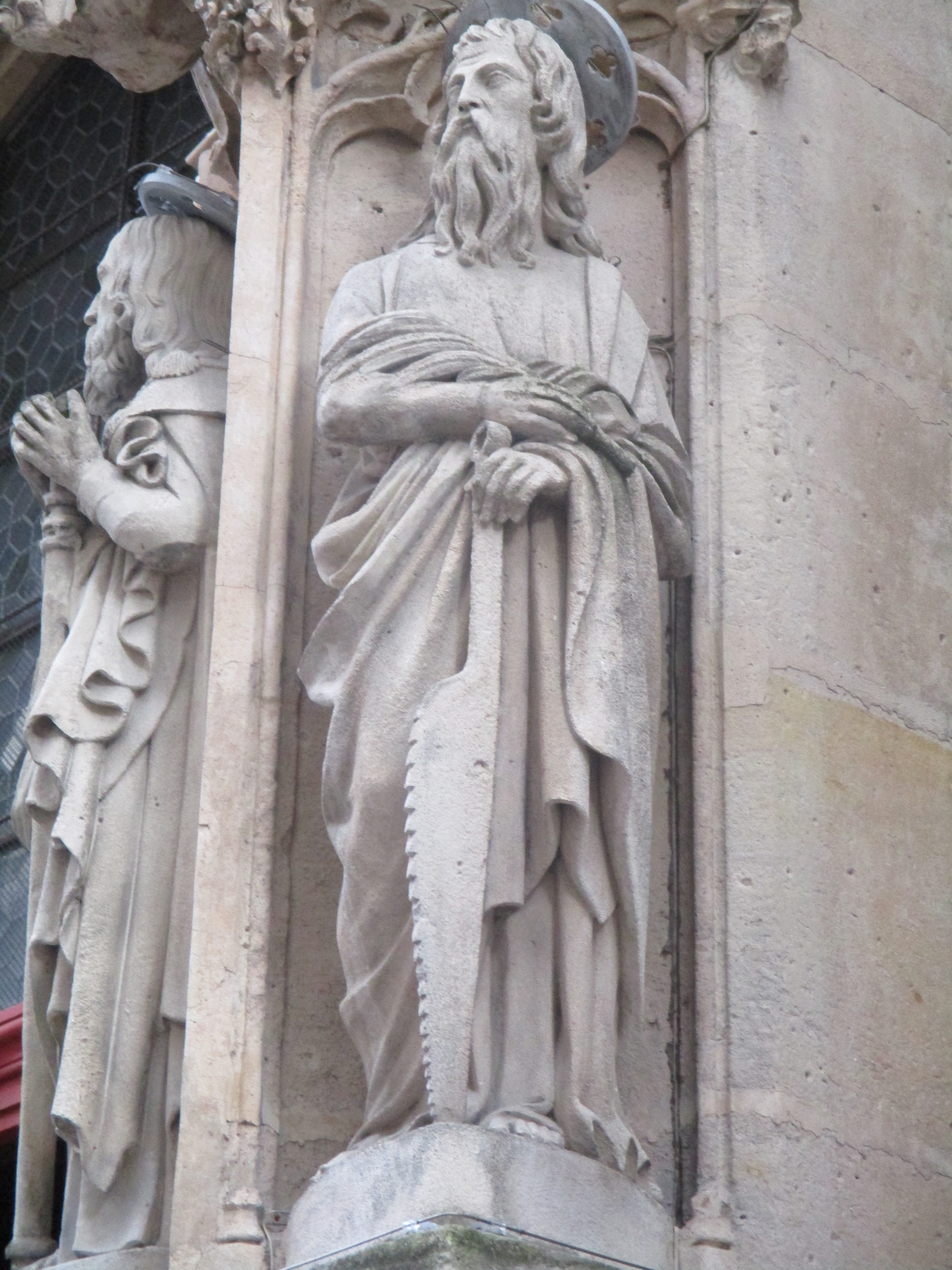
Simon le Zélote, église Saint-Merry (Paris).

### Confusion avec le deuxième évêque de Jérusalem
Simon le Zélote a parfois été confondu avec Siméon fils de Clopas, le deuxième « évêque » (episkopos) de Jérusalem ayant succédé à Jacques le Juste,,. Selon Hippolyte de Rome, Siméon fils de Clopas a lui aussi été surnommé « le Zélote »  (Hippolyte sur les douze apôtres). Ils sont ainsi différents, Siméon fils de Clopas mourant crucifié dans l'Empire romain, condamné par un consul romain au plus tôt en 106, alors que l'apôtre Simon le Zélote est martyrisé scié en deux, dans un pays situé de l'autre côté de l'Euphrate — c'est-à-dire soit l'Arménie soit l'Empire parthe — plusieurs décennies auparavant.
Jérôme de Stridon a affirmé que ce que les évangiles appellent parfois « frères de Jésus » sont en réalité des cousins au premier ou au second degré de ce dernier, précisément les fils de Clopas et de Marie Jacobé. Comme cette précision de Jérôme a été acceptée par l'ensemble de l'Église catholique, certains historiens ont considéré que tous ceux qui étaient appelés « frère de Jésus » étaient des fils de Clopas, bien que Jérôme n'ait parlé que des deux fils mentionnés dans les évangiles: Jacques le Mineur et José. Cependant, les Églises orientales font une distinction entre Jacques le Mineur et Jacques « frère du Seigneur » et les fêtent séparément. Pour la tradition catholique, le « frère » de Jésus appelé Simon dans les évangiles synoptiques est à la fois Simon le Cananéen et Siméon, fils de Clopas deuxième évêque de Jérusalem, tous deux surnommés « Zélote ». Mais selon Hippolyte de Rome, dans un écrit qui lui est attribué, Hippolyte, sur les douze Apôtres, non reconnu par l'Église catholique, Simon le Zélote serait mort et fut enterré à Jérusalem  à l'âge de 120 ans.
Si on en croit Bède le Vénérable (mort en 735), ce serait également Isidore de Séville qui aurait fait la confusion entre Simon le Zélote (Ac 1, 13) et Siméon qui a succédé à Jacques comme « évêque » de Jérusalem. Après avoir repris cette information fournie par Isidore dans un premier livre de son Commentaire sur les Actes des Apôtres, Bède indique avoir cherché à la vérifier et n'avoir trouvé nulle trace dans les sources de l'époque d'un autre auteur qui ait fait la même identification,.
Simon le Zélote et Siméon fils de Clopas sont d'ailleurs fêtés à des dates différentes et figurent à des dates différentes dans les martyrologes.

### Éventuel «frère»  de Jésus

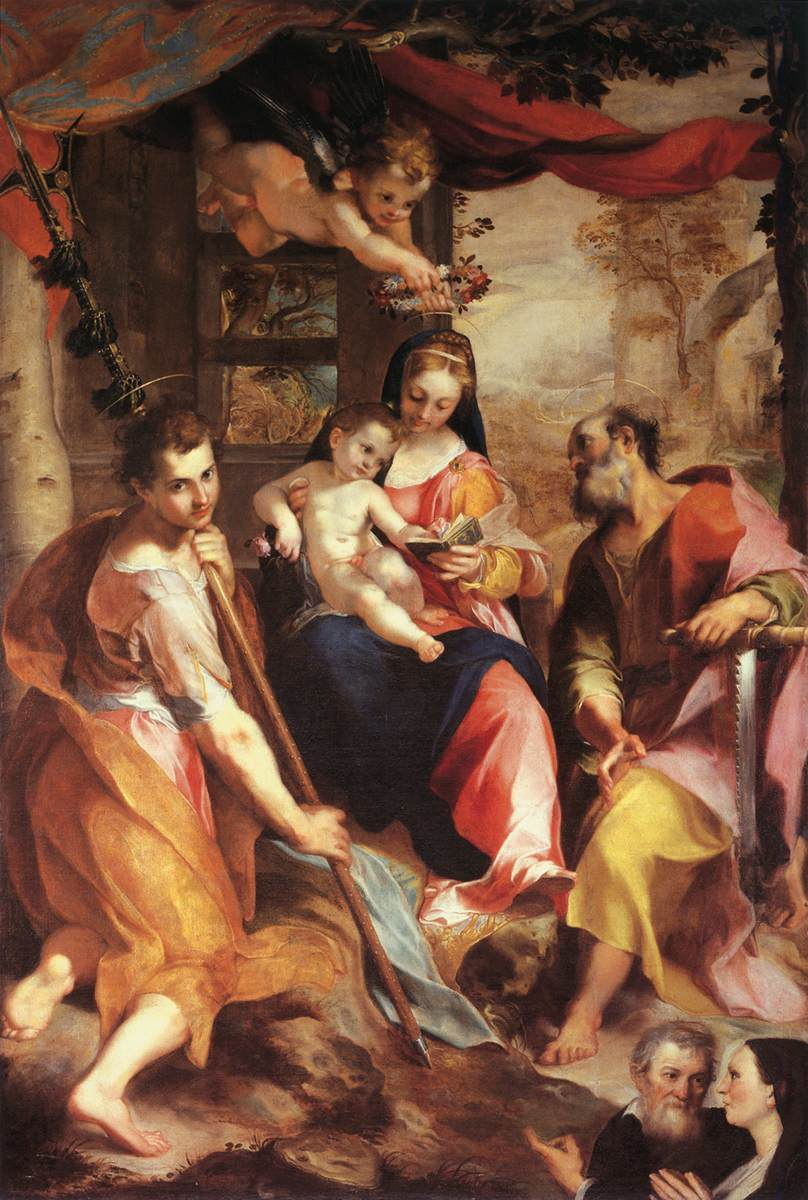
Vierge à l'Enfant, avec les saints Simon et Jude de Federico Barocci.

Une large partie de la tradition chrétienne considère que Simon était un des quatre « frères » de Jésus, c'est-à-dire des cousins au premier ou au second degré. C'est ce qu'indique Isidore de Séville au VIIe siècle, qui est plus tard développé dans la Légende dorée de Jacques de Voragine. Conformément à l'exégèse donnée par S. Jérôme de Stridon, il est considéré comme fils de Clopas, donc comme un cousin de Jésus (voir à ce sujet l'article Frères de Jésus). Eusèbe de Césarée dans son ouvrage Histoire de l'Église (III 11 et 22) confirme qu'un certain Siméon (ou Simon) était bien le fils de Clopas et de Marie Jacobée son épouse, une des saintes femmes que l'on retrouve au pied de la croix, tel que précisé dans l'Évangile de Jean.

L'apôtre saint Simon et saint Jude Thaddée sont souvent associés dans l'iconographie, comme ils le sont dans les listes d'apôtres. Ils ont évangélisé les mêmes régions, à l'est de l'Euphrate, où Simon aurait rejoint Jude après son action missionnaire chez les « Berbères ». Il est possible que Jude Thaddée soit le « demi-frère » de Jésus appelé Jude dans les listes de frères des évangiles canoniques. Dans ce cas Simon et Jude Thaddée seraient demi-frères.

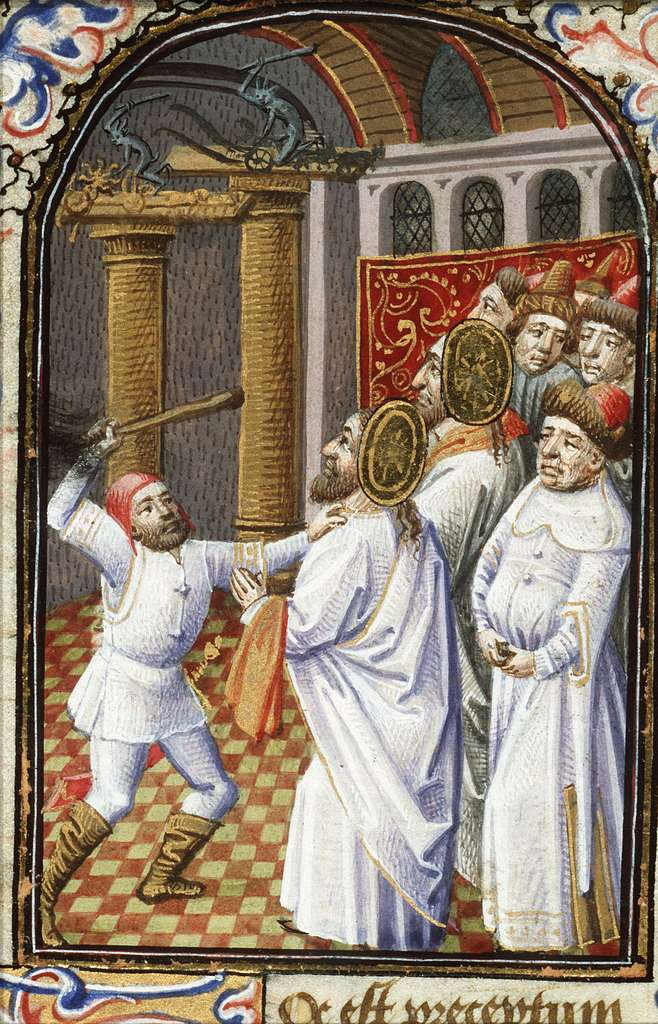
Martyre de saint Simon le Zélote et de saint Jude Thaddée. Miniature, Livre d'heures de Simon de Varye (folio 008r), Koninklijke Bibliotheek, La Haye, Pays-Bas (1455).

## Iconographie
S. Simon le Zélote est traditionnellement représenté avec une scie, instrument de son martyre, pour avoir été sauvagement coupé en deux à la scie, d’après une tradition très ancienne et continue dans les Églises d’Orient. L'Église catholique reçoit cette même tradition. On retrouve cette représentation notamment dans les basiliques de Saint-Jean-de-Latran et des Saints-Achille-et-Nérée, à Rome, et dans le Chiostro dei Voti de la basilique della Santissima Annunziata de Florence. Il est parfois représenté tenant un livre ou un phylactère, en référence à l'Annonce évangélique. Comme déjà signalé, S. Simon le Zélote est souvent accompagné de saint Jude Thaddée qui tient une massue en référence à la façon dont il a été tué,
Peintures du sujet
- Carlo Dolci : Saint Simon, Palazzo Pitti, Florence ;
- Rembrandt : Saint Simon, (1661), Kunsthaus, Zurich
- Antoine van Dyck : L'Apôtre Simon, vers 1618, Los Angeles, The Jean-Paul Getty Museum of Art
- Médaillon peint à fresque du  Chiostro dei Voti de la basilique de la Santissima Annunziata, Florence

## Culte et reliques

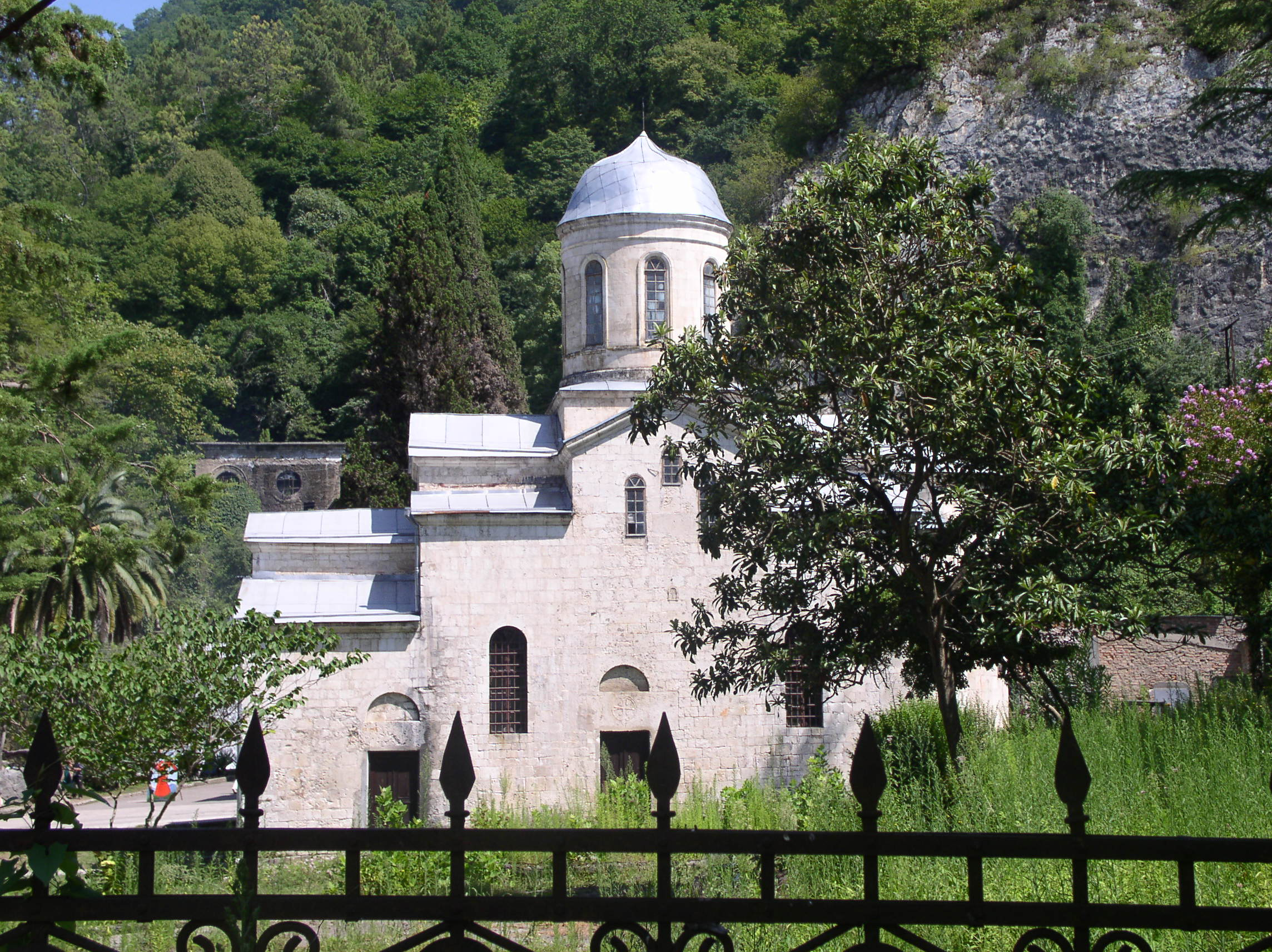
L'église Saint-Simon à Nouvel Athos.

- Dans l'Église catholique, il est fêté le 28 octobre avec l'apôtre saint Jude appelé aussi Thaddée[19].
- Dans l'Église orthodoxe il est fêté le 10 mai, et avec tous les apôtres le 30 juin.

À Nouvel Athos en Abkhazie, près de l'emplacement présumé de son martyre, existent une église du IXe siècle qui lui est dédiée, plusieurs fois reconstruite ou restaurée et qui conserve des reliques, et un monastère élevé par des moines du Mont Athos au XIXe siècle. Ceux-ci aménagèrent et consacrèrent une grotte où aurait vécu l'apôtre en chapelle près d'une source considérée comme sacrée.
La basilique Saint-Pierre du Vatican à Rome possède également des reliques de l'apôtre Simon le Zélote, qui sont vénérées avec celles de l'apôtre Jude Thaddée depuis le 27 octobre 1605 à l'autel central du transept gauche, autel qui porte leur nom et qui, depuis 1963, est également dédié à saint Joseph. D'autres reliques se trouvent aussi à la basilique Saint-Sernin de Toulouse. Invoqués dans les cas désespérés, les Saints font l'objet d'un pèlerinage à l'église Saint-Simon-et-Saint-Jude de Metz.